# 자넨 종

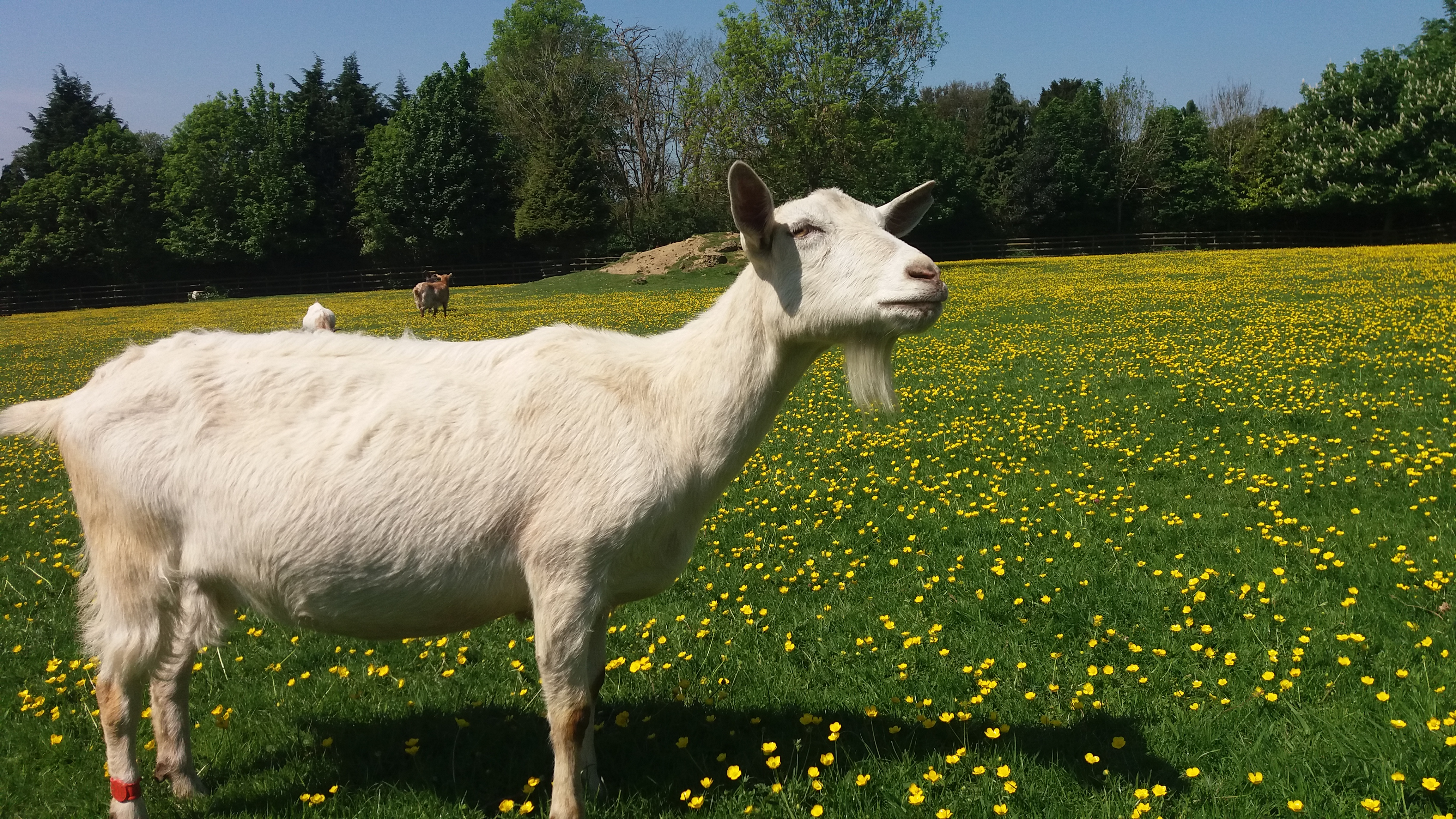

자넨 (Saanen goat)은 염소의 품종이다.

## 개요
자넨이라는 이름의 유래는 유럽의 스위스에 있는 자넨 지방에서 따온 것이다. 자넨은 젖을 얻기 위해 키우는 종으로 몸 색깔이 흰빛을 띄고 있다.